# Herman II Hoen

Familiewapen Van Hoensbroeck

Herman II van Hoensbroeck ook bekend als Herman II Hoen (1340 - 2 juni 1404) was een telg uit het Huis Hoensbroeck. Hij was de eerste heer van Hoensbroek (1388-1404), tevens heer van Spaubeek en Visserweert. Als ridder was hij tevens lid van de Staten van de Landen van Overmaas. Hij geldt als een trouw vazal van de hertog en hertogin van Brabant.

## Levensloop
Herman Hoen was een zoon van Nicolaas I ("Claes") Hoen en Catharina Chapelle. Claes Hoen was een gegoed man. In 1369 verstrekte hij een lening van 1600 schilden aan hertogin Johanna van Brabant en haar man, Wenceslaus I van Luxemburg. Ook stond hij borg voor diverse andere schulden van het hertogelijk paar. In ruil daarvoor verkreeg hij het ambt van hoogschout van Maastricht in erfpacht.
De eerste vermelding van Herman is van 16 augustus 1363. In een schepenbrief van die datum wordt hij een "man van wapenen" genoemd. Hij kreeg op 2 juli 1371 te Godesberg van de aartsbisschop van Keulen de belening voor een heerlijkheid in Voerendaal, Haeren en werd op dit document als ridder benoemd. Deze versterkte hoeve is thans bekend als Kasteel Haeren. Het document van deze belening is bewaard gebleven en resideert in de stadsarchieven van Düsseldorf. Kort na deze aanwinst, vocht Herman in de Slag bij Baesweiler aan de kant van de Hertog van Brabant, waarbij zijn vader Nicolaas I van Hoensbroek op 21 augustus 1371 sneuvelde. Herman en zijn broer Johan werden gevangen genomen en zijn na betaling van losgeld later op vrije voeten gesteld. 
Herman nam te Maastricht het schoutambt over van zijn vader, als Brabants hoogschout van Maastricht. Hij wordt als zodanig vermeld op een afrekening aangaande verleende diensten met de raad van de hertog van Brabant op 28 maart 1376. In opvolging van zijn vader was hij tevens schout van de Vroenhof, ook wel Hof van Lenculen genaamd (1388-1397). De Hof van Lenculen was een vroonhof, gelegen aan de huidige Tongersestraat te Maastricht, van waaruit het graafschap van de Vroenhof werd bestuurd en die tevens het muntrecht bezat. De schout schepenen van de Vroenhof bezochten eens per jaar in vol ornaat de dorpen en informeerden dan of er misdaden of overtredingen waren geweest. De Vroenhof omvatte een gebied rondom Maastricht, voornamelijk op de westelijke Maasoever, met de dorpen Wolder en Vroenhoven (vroeger Montenaken genoemd) als hoofdkernen. Door de stadsuitbreiding in het midden van de 14e eeuw was de Hof van Lenculen binnen de stadsmuren van Maastricht komen te liggen.
In de Slag bij Niftrik, op 30 juli 1388, vocht hij aan de zijde van het Brabants invasieleger. Hiervoor verkreeg hij op 26 oktober 1388 het dorp Hoensbroek van Joanna van Brabant, hertogin van Brabant en Limburg en vrouwe van het land van Valkenburg. Hoensbroek behoorde voorheen tot de vrijheerlijkheid Heerlen en verkreeg vanaf dan hoge, middelbare en lage jurisdictie. De familie van Herman noemde zich vanaf 1388 Hoen van den Broeck, later Van Hoensbroeck, en werd een van de aanzienlijkste adellijke families in het Luiks-Limburgse Maasland.

## Bezit
Herman Hoen was waarschijnlijk niet de eerste bouwheer van Kasteel Hoensbroek; dat was zijn vader Nicolaas I. Wel voltooide hij het kasteel en was hij de eerste bewoner. Andere bezittingen waren: de hof van Haeren in Voerendaal (mogelijk de voorloper van het 18e-eeuwse Kasteel Haeren), de hoeven Aldenhof en Terschuren in Hoensbroek, de Drakenmolen in Hoensbroek, de boven en benedenste hof in Brunssum, de hof Printhagen in Beek, het huis en de hof te Spaubeek (Kasteel Sint-Jansgeleen), huis en hof van Jan Sack te Wyck-Maastricht (met huurhuizen en wijngaard), diverse landerijen nabij Wyck, Borgharen, Limmel en Amby, de hof Daelhof, een hof te Heukelom, het goed Visserweert en een hof te Oersbeke(?) aan de Roer.

## Huwelijk en kinderen
Herman II trouwde omstreeks 1360 met Caecilia de Libra (van de Waag), erfvrouwe van Vischersweert, Spaubeek en Born, de dochter van Daniël de Libra, heer van Spaubeek, en ene Sibilla, waarvan de achternaam niet bekend is.
Uit dit huwelijk is geboren:
- Nicolaas II van Hoensbroeck, ridder, tweede heer van Hoensbroek (1404-1428), Brabants hoogschout van Maastricht (1404-1413 / 1421-1427) en drossaard van Millen (ca. 1361-1428)
- Catharina van Hoensbroeck, erfgenaam van de pandvoogdij van Maastricht (ca. 1362-)
- Arnold van Hoensbroeck, kanunnik van het kapittel van Sint-Lambertus te Luik (ca. 1365-)
- Cecilia van Hoensbroeck  (ca. 1366-1416). Zij trouwde met Willem van Merode (ca. 1364-1421), schout van Maastricht. Hij was een zoon van Richard I van Merode (1325-1399), heer van Andrimont, die in 1357 trouwde met Margaretha van Wesemaele (ca. 1330-ca. 1394).
- Mabelia van Hoensbroeck, abdis van de Abdij van Burtscheid  (ca. 1368-)
- Daniel van Hoensbroeck, jonker, heer van Spaubeek, heer van Visschersweert en ridder  (ca. 1370-na 1433)